# Nouveau Réalisme

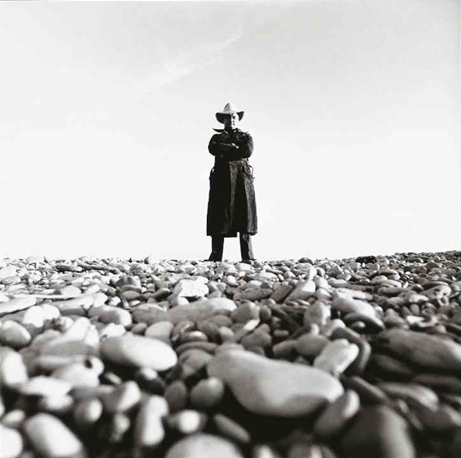
Arman, Foto von Lothar Wolleh

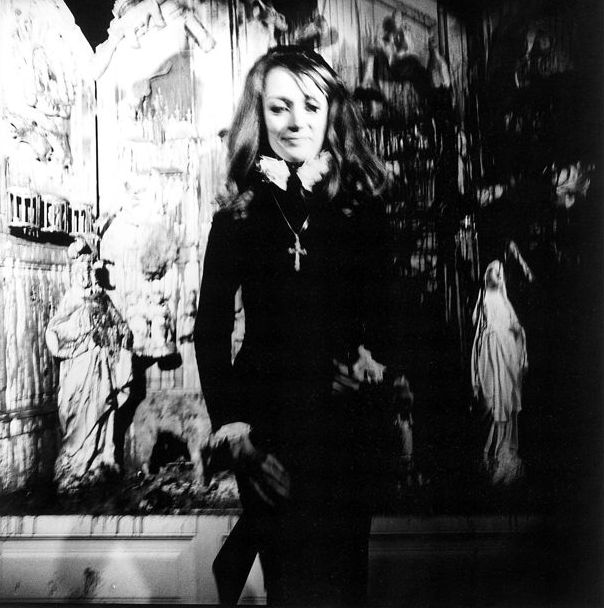
Niki de Saint Phalle, Foto von Lothar Wolleh

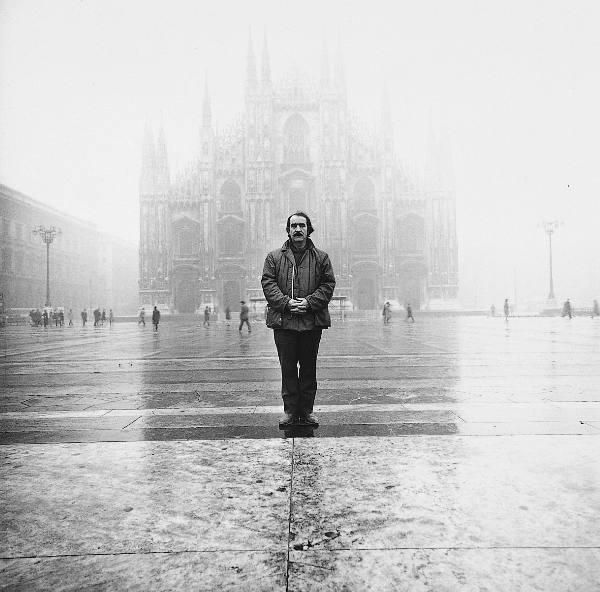
Jean Tinguely, Foto von Lothar Wolleh

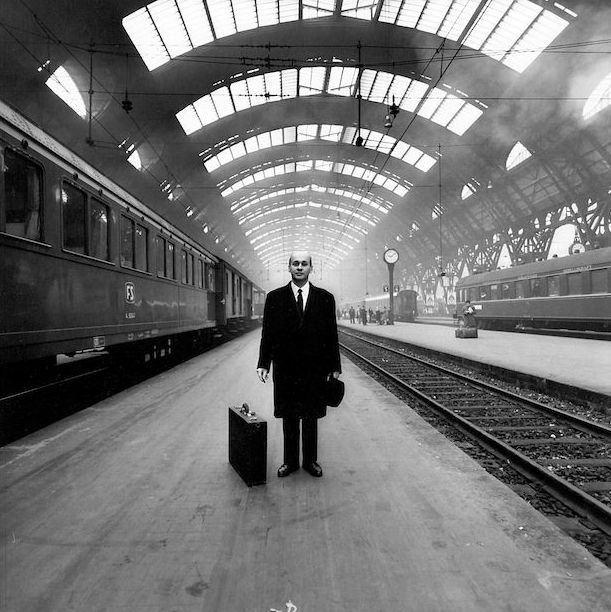
Jacques de la Villeglé, Foto von Lothar Wolleh

Nouveau Réalisme (französisch für Neuer Realismus) bezeichnet eine lose Künstlergruppe um den Kunstkritiker Pierre Restany, die als programmatische Bewegung Anfang 1960 entstand. Die Gruppe wählte zunächst Nizza, den Wohnort von Yves Klein und Arman, als ihre Basis.

## Geschichte
Das erste Manifest dieses Neuen Realismus, Les Nouveaux Réalistes, wurde im April 1960 in dem Katalog einer Mailänder Gruppenausstellung französischer und schweizerischer Künstler in der Galerie Apollinaire in Mailand veröffentlicht. Yves Klein und Pierre Restany, Arman (Armand Fernandez), François Dufrêne, ein Ultra-Lettristen, Raymond Hains, Martial Raysse, Daniel Spoerri, Jean Tinguely und Jacques de la Villeglé unterzeichneten dann am 27. Oktober 1960 in Kleins Wohnung, diese konstitutive Erklärung eines Neuen Realismus (La Déclaration constitutive du Nouveau Realisme) ganz offiziell, es heißt: „Die 'Nouveaux Réalistes' sind sich ihrer kollektiven Einzigartigkeit bewusst geworden. Nouveau Réalisme = neue Annäherung der Wahrnehmungsfähigkeit an das Reale.“ Neun Exemplare des Manifestes (sieben auf blauem, je eins auf rosa und auf goldfarbenem Papier) wurden unterzeichnet.
Vierzig Grad über Dada, Au 40° (Quarante degrés) au dessus de Dada, das zweite Manifest, war zugleich der Titel der ersten Ausstellung der Galerie J von Jeannine Restany im Mai 1961 in Paris. Pierre Restanys Text leitet den Ausstellungskatalog ein. César (César Baldaccini) und Mimmo Rotella waren zur Gruppe gestoßen, Gérard Deschamps und Niki de Saint Phalle werden noch hinzukommen. Christo (Christo Jaracheff) beteiligte sich zwar an Ausstellungen, war jedoch nie offiziell Mitglied. Im Herbst 1961 nahmen fast alle Mitglieder der Nouveaux Réalistes an der Ausstellung The Art of Assemblage teil, die vom Museum of Modern Art in New York organisiert wurde und den Begriff der Assemblage in die kunstgeschichtliche Literatur einführte.
Ende 1962 fand eine große internationale Ausstellung der Neuen Realisten, die International Exhibition of the New Realists, in New York statt. 54 Künstler stellten Arbeiten vor. Veranstalter war die Sidney Janis Gallery. Restanys Leute, zusammen mit Italienern und Engländern und einem Schweden maßen sich mit den jungen amerikanischen und mit einigen britischen Pop-Art-Künstlern.
Restanys Katalogbeitrag wurde nur gekürzt abgedruckt, Sidney Janis hielt die Äußerungen des Franzosen angeblich für sinnlos. Der Text Restanys für das zweite Festival des Neuen Realismus in München, Neuer Realismus. Was ist davon zu halten?, Le Nouveau Réalisme. Que faut-il en penser?, im Jahr 1963 gilt als drittes und letztes Manifest der Gruppe. 1970 feierten die Mitglieder mit einer Ausstellung ihren zehnten und letzten Jahrestag in Mailand, der mit einem „Trauerbankett“ endete; Spoerri hatte zu diesem Anlass für jedes Mitglied eine Darstellung seiner Werke geschaffen.

## Das Werk derNouveaux Réalistes

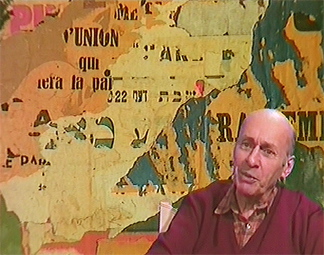
Jacques de la Villeglé vor einem Plakatabriss im Jahr 1995

Die Mitglieder hatten sich zum Ziel gesetzt, den erhabenen Status der bildenden Kunst zu sprengen und – in Abkehrung zur abstrakten, informellen Kunst, die ihnen zu selbstbezogen erschien, und zum „kleinbürgerlichen“ Realismus – mit neuen Techniken und gefundenen Materialien die Realität des täglichen Lebens in die Kunst zu integrieren. Anknüpfend an die im Umfeld des Dadaismus entstandenen frühen Objets trouvés trugen so maßgeblich zur Entwicklung der Objektkunst und der frühen Formen der Aktionskunst bei. Mit der Pop Art verband sie die Kritik an der Massenkultur und den Werbemedien, deren Produkte sie zugleich nutzten.
In der Hässlichkeit des Abfalls sahen sie die Schönheit der Kunst. Als „Plakatabreißer“ fungierten beispielsweise Dufrêne, Hains, Rotella und Villeglé, indem sie die Bildhaftigkeit zerrissener oder überklebter Plakatwände nutzten. Arman verwendete den Inhalt von Papierkörben, Spoerri konservierte abgegessene Kneipentische und kippte sie in die Vertikale, Deschamps setzte Lumpen oder Korsetts zusammen und präsentierte Ausschnitte aus LKW-Planen wie Gemälde. Tinguely baute nutzlose Maschinen aus Schrott, César presste Autokarosserien zu Kuben, Klein als Einzelgänger mit seinen monochromen Tafelbildern schuf Bilder mit Flammenwerfern und blau gefärbten Frauenkörpern, Saint-Phalle schoss auf mit Farbbeuteln besetzte Tableaus, sodass die Farbverläufe sich aus dem Zufall ergaben. Auch Johannes Cladders mit seiner Poesie aus Buchstabennudeln stand der Bewegung nahe.

## Ausstellungen (Auswahl)
Der Gruppe selbst:
- 1960: Mai: Galerie Apollinaire, Mailand
- 1961: Juni: Galerie J, Paris
- 1961: Juli: Erstes Festival des Neuen Realismus in Nizza, der Heimatstadt von Klein und Arman. Rotella-Lesung phonetischer Gedichte
- 1961: The Art of Assemblage, Museum of Modern Art, New York. Teilnahme von Arman, César, Dufrêne, Hains, Rotella, Villeglé, Tinguely und Spoerri
- 1962: November/Dezember: Sidney Janis, New York City
- 1963: München: Zweites Festival des Neuen Realismus
- 1963: Vierte Biennale von San Marino: Letzte Gruppenaktivität bis zur Gedenkausstellung in Mailand.
- 1970: Mailand: Les Nouveaux Réalistes 1960/1970. Spoerris Trauerbanquet

Thematische Ausstellungen:
- 2001: Macht der Dinge: Nouveau Réalisme, Pop Art, Hyperrealismus, Museum Moderner Kunst Stiftung Ludwig Wien
- 2007/08: Nouveau Réalisme – Revolution des Alltäglichen, Sprengel Museum, Hannover[3]
- 2010: Nuevos Realismos: 1957–1962. Estrategias del objeto, entre readymade y espectáculo. Museo Nacional Centro de Arte Reina Sofía, Madrid
- 2015: Poesie der Großstadt. Die Affichisten, Schirn Kunsthalle Frankfurt